# Рапій Роман Костянтинович
Роман Костянтинович Рапій (7 вересня 1936, селище, тепер місто Моршин Львівської області — 3 березня 1998) — український діяч, начальник Охтирського нафтогазодобувного управління Сумської області. Народний депутат України 1-го скликання.

## Біографія
Народився у селянській родині. Працював робітником.
Закінчив Львівський політехнічний інститут, гірничий інженер.
Член КПРС.
Працював начальником управління бурових робіт. З 3 вересня 1979 року — начальник Охтирського нафтогазодобувного управління Сумської області, генеральний директор підприємства «Охтирканафтогаз» Сумської області.
18.03.1990 обраний народним депутатом України, 2-й тур 66.27 % 7 претендентів. Член Комісії ВР України у закордонних справах.
Загинув в автотрощі 3 березня 1998 року.

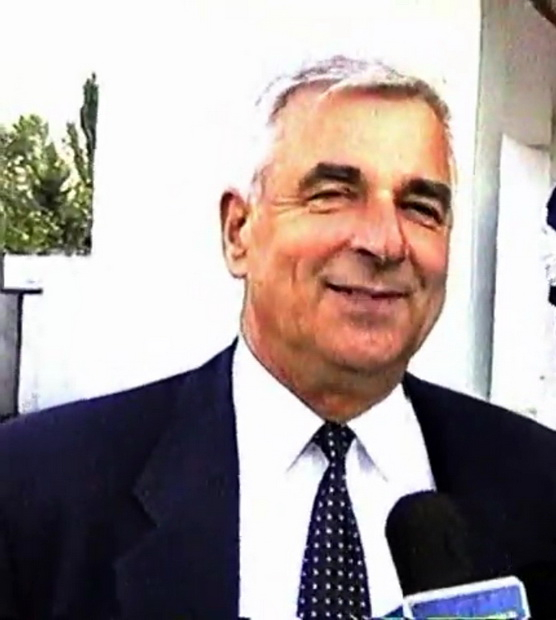
Рапій Роман Костянтинович під час святкування Дня нафтовика, м. Охтирка, 14 вересня 1997 року

## Нагороди
- орден Жовтневої Революції
- орден Трудового Червоного Прапора
- медаль «За доблесну працю»
- почесний громадянин міста Охтирки (1998, посмертно)